# Мізоцький парк
Мізоцький парк — парк-пам'ятка садово-паркового мистецтва місцевого значення в Україні. Розташований у селищі Мізоч Рівненського району Рівненської області.
Площа 15 га. Статус надано згідно з рішенням облвиконкому № 343 від 22.11.1983 року (зі змінами рішення облвиконкому № 98 від 18.06.1991 р.). Підпорядковується Мізоцькій селищній раді.

## Історія
Мізоцький парк був створений у другій половині XVIII — на початку XIX століття. Граф Юзеф Кастан Дунін-Карвицький, який володів поселенням Мізоч, хотів створити палацо-парковий ансамбль. За місцевими переказами, при графі у Мізочі розпочались нововведення. Вони стосувались 10 фруктових дерев, які кожного року мали посадити селяни. Щоб отримати дозвіл на одруження, треба було висадити ще 10 дерев. Ці неписані правила вплинули на розвиток садів на території селища Мізоч. Наступним власником цих територій у кінці XVIII століття став Кшиштоф Дунін-Карвицький. Він, для створення парку запросив паркобудівничого Діонісія Маклера. Для створення парку була відведена територія переважно рівнинного характеру.
Мізоцький парк розташовувався на південній околиці селища. Його створення відбувалось на основі класицистичних засад. Це вплинуло на геометричні форми побудови об'єктів. Були введені вирізні газони та декоративні партери. Елементи відпочинку та рекреації поєднувались з парковими алеями. Був створений сад для прогулянок. На початку XIX століття виник звіринець. З вікон палацу відкривався вид на доріжки, алеї, насадження та стежки. Парадна зона була центром усього ансамблю. Зонування території здійснювалось згідно з певними принципами. У XVIII—XIX столітті над ставком була створена оранжерея, у приміщення якої у 1960-х — 1980-х роках розташовувався ресторан «Голубий Дунай». Протягом другої половини XX століття Мізоцький парк став занепадати. В 1970-х роках була спроба відродження парку. Його алеї були розчищені, оранжерею реставрували. Були встановлені дерев'яні скульптури. Парк прагнули перетворити в альпінарій і з цього питання розроблялись технічні документи. Проте на виконання робіт потрібні були фінансові надходження, які були відсутні.

## Опис
В Мізочі діяла спеціальна схема, що передбачала розташування парку, парадної зони та фруктового саду, який був розміщений на окраїні. Північна частина парку була основною частиною і саме вона зазнала змін. Для створення трьох терас необхідно було використати тисячі кубометрів ґрунту, який був привезений для цих цілей. З річкою у південно-західній частині Мізоцького парку був створений заповідник «Соснина». Він поєднувався дорогою-греблею з основною частиною парку, оточували його пірамідальні тополі. Поблизу дороги розташовувався острів, посередині якого розміщувалась альтанка. В східному напрямку від території заповідника простягався яблуневий сад. Металевою огорожею була відділена частина парку, на якій проживали козулі, павичі та олені. Центральне місце в архітектурно-палацовому комплексі займала верхня тераса. Палац Карвицьких, розташований на території парку, не був збережений. Окрім палацу були побудовані мисливський будинок та будинок відпочинку. Будівлі збереженні, проте вони втратили первинний вигляд. Фонтан, що був побудований у парку, став слугувати клумбою. Флігелі, побудовані вздовж центральної алеї парку та оточені тополями і живоплотом, були розібрані у 1940-х роках. Поряд з садибою графа містилась клумба з квітами. На цій же території пролягала алея, у її центрі була побудована мармурова ваза. По сторонам алеї містились грядки, на яких зростали декоративні та квіткові рослини, а на постаментах розміщувались скульптури, що зображали представників грецької міфології.
Великий та малий фруктові сади, разом з побудованим графським палацом та прибудовами, були розміщенні на верхньому плато. З північно-західної сторони верхнє плато і тераси поступово переходили в низину. На цих територіях вирощувалась спаржа. Була створена штучна стіна з каменю, за якою знаходилась територія, де розташовувався сад. У ньому зростали екзотичні рослини з півдня: ведмежі горіхи, морелі, барбарис, айва та персики. Липовою алеєю Мізоч був сполучений з селом Стеблівкою, яке знаходилось неподалік. Влітку у сутінках для освітлення алеї використовувались смоляні бочки. Алея не була збережена. Зі спогадів першої жінки-офіцера у Росії Н. А. Дурової, яка перебувала в Мізочі до 1812 року, на території алеї зростало багато видів рослин. Оранжерея в Мізоцькому парку, побудована у венеційському стилі, розташовувалась у його віддаленій частині. Вона збереглась у напівзруйнованому вигляді. В оранжереї було 9 вікон. Взимку вирощувались тропічні рослини, серед яких і фігові пальми. Для її обігріву використовувались печі, які отоплювались дровами. Їх довжина сягала метру. В літній період це приміщення використовувалось для сушіння фруктів.
Княжною Ізабеллою Чарторийською в Мізочі був побудований грот з каменю. По його боках містився напис, який залишила княжна. Для цього парку характерна вільна композиція паркових доріг, галявин та обрисів водойм. Центральна паркова алея сполучала палац та костел Святого Яна Непомуцена. Елементом палацо-паркового ансамблю був став. Він був створений зусиллям селян та слугував центром парку. Було викопане нове русло, а старе — розширене, що і дозволило створити став. Будинок поєднувався зі ставком кам'яними сходами. Над водою був розташований оглядовий майданчик. На території Мізоцького парку зростали магнолії, коркове дерево, ялиці та ясени, модрина і кавказькі смедени. Були поширені, клени, конвалії, форзиція, селідонія та майран. Збереглись яблуневі сади та липи. Станом на 2012 рік площа плодового саду, який розташований на території парку, становить 1 гектар.